# Kazuaki Koezuka
Kazuaki Koezuka (jap. 肥塚 一晃, Koezuka Kazuaki; * 10. Februar 1967 in der Präfektur Osaka) ist ein ehemaliger japanischer Fußballspieler.

## Karriere
Koezuka erlernte das Fußballspielen in der Schulmannschaft der Shimizudani High School und der Universitätsmannschaft der Tenri-Universität. Seinen ersten Vertrag unterschrieb er 1989 bei Matsushita Electric. Der Verein spielte in der höchsten Liga des Landes, der Japan Soccer League. 1990 gewann er mit dem Verein den Kaiserpokal. Mit Gründung der Profiliga J.League 1992 und der damit verbundenen Neuorganisation des japanischen Fußballs wurde der Matsushita Electric zu Gamba Osaka. Für den Verein absolvierte er 57 Erstligaspiele. 1994 wechselte er zum Zweitligisten Kyōto Purple Sanga. Für den Verein absolvierte er 23 Spiele. Ende 1994 beendete er seine Karriere als Fußballspieler.

## Erfolge
Matsushita Electric
- Kaiserpokal

Sieger: 1990